# Keniaanse Afrikaanse Nationale Unie

Vlag van de KANU

De Keniaanse Afrikaanse Nationale Unie (Engels Kenya African National Union), beter bekend als KANU, is een politieke partij die, sinds de onafhankelijkheid van de Britten, 40 jaar heeft geregeerd in Kenia. Na de verkiezingen in 2002 kwam er een eind aan het bewind van de KANU.
Onder president Jomo Kenyatta was de ideologie van de partij Harambee (= samenkomst), de Keniaanse variant van het Afrikaans socialisme, gericht op zelfhulp en gemeenschapsprojecten. Daarnaast was er veel ruimte voor particulier initiatief. Onder president Daniel arap Moi werd Harambee min of meer vervangen (formeel: aangevuld) door Nyayoisme (= voetstappen, nl. in de voetstappen van Kenyatta), een leer gericht op klassenharmonie, conservatisme, de Tien Geboden en continuïteit. De tegenwoordige KANU legt de nadruk op conservatieve waarden en een liberale economie, maar wil tegelijkertijd vasthouden aan het panafrikanisme en het nationalisme van Kenyatta. 

## Partijstructuur
De leiding van de KANU partij bestaat uit een nationale voorzitter, een secretaris-generaal en meerdere nationale vicevoorzitters. Deze vertegenwoordigers worden gekozen tijden de "nationale delegatie conferentie". Bij de laatste conferentie werd Uhuru Kenyatta, zoon van de oud-president van Kenia, tot voorzitter gekozen.

## Logo
Het logo van de partij is een rode haan.

## Verwijzingen
1. ↑  Vooral in de beginjaren.
2. ↑  Meerderheid
3. ↑  Janne Holmén: Nation-Building in Kenyan Secondary School Textbooks, in: Education Inquiry, Vol. 2, No. 1, maart 2011, p. 86. Gearchiveerd op 25 juli 2023.
4. ↑  J. Kenyatta e.a.: African Socialism and its Application to Planning in Kenya (1965), p. ii
5. ↑  TutorKE: Form 4 History and Government: National Philosophies Kenya Lessons. Gearchiveerd op 15 augustus 2023.